# Heliografia

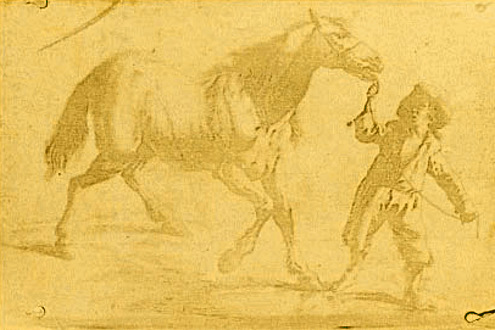
Heliografia (obtinguda d'una pintura) feta per Niepce el 1825

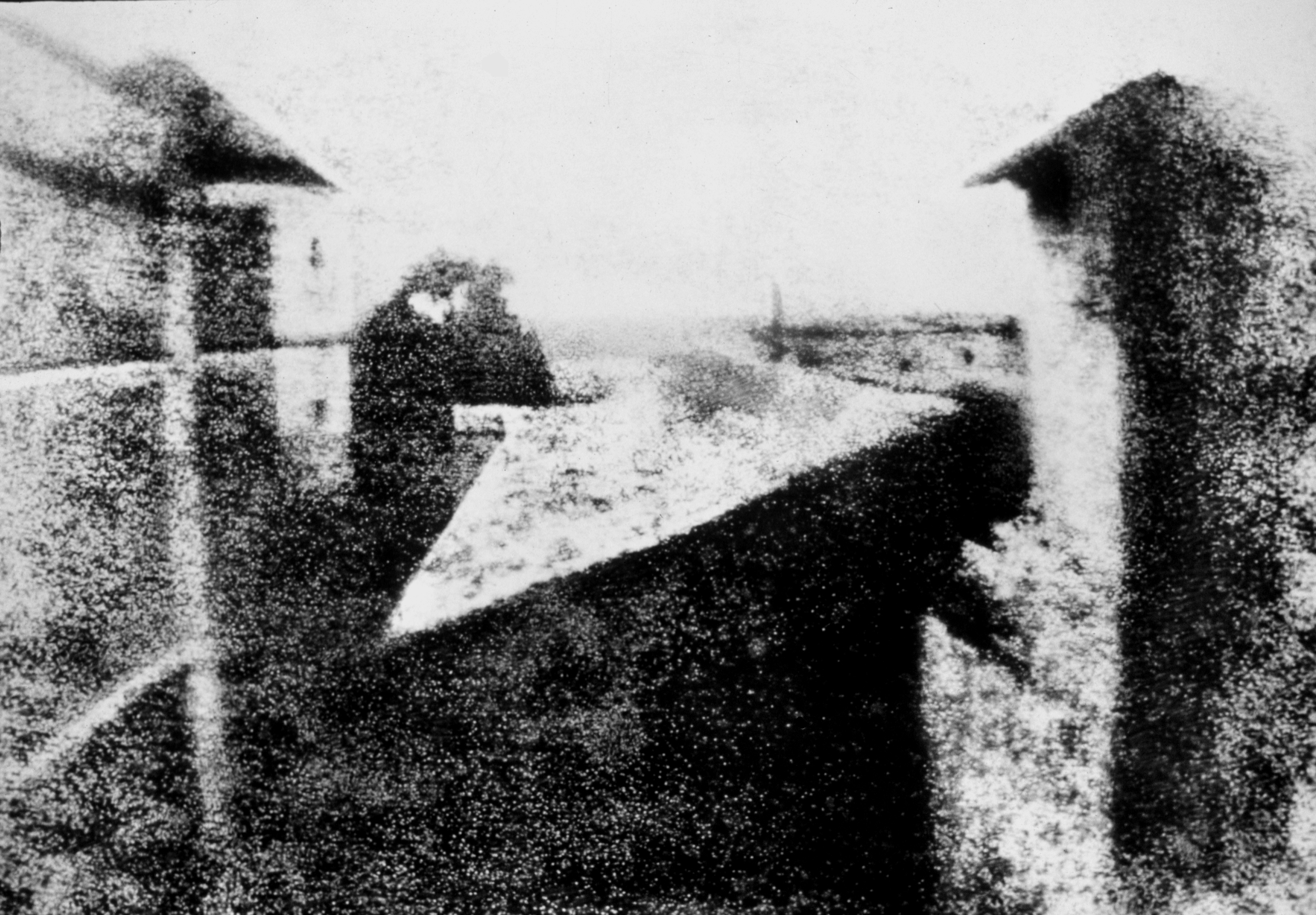
Primera heliografia conservada presa de la natura per Niepce el 1826, "Vista des de la finestra a la mansió Le Gras de Saint-Loup-de-Varennes"

L'heliografia (en francès: héliographie) és el procés fotogràfic inventat per Joseph Nicéphore Niépce al voltant de 1822, que el va fer servir per a fer les primeres fotografies permanents preses de la natura, Vista des de la finestra a Le Gras (cap a 1826). El procediment va fer servir betum de Judea, com a capa sobre vidre o metall, la qual s'enduria en relació amb l'exposició a la llum. Quan la placa era rentada amb oli essencial d'espígol, només la imatge endurida hi romania.
La paraula heliografia també es fa servir per a altres fenòmens com són la descripció del Sol i d'altres generalment relacionats amb la fotografia.

## Història[calcitació]
Per obtenir imatges es necessitaven moltes hores d'exposició i només s'obtenien imatges en negatiu. Niépce portava fent experiments des del 1813 intentant copiar obres artístiques mitjançant l'ús de gomes resinoses exposades a la llum del sol. Un any després va construir una càmera fosca que li va servir per prendre les seves primeres imatges de la realitat, cap al 1816, projectades en diversos suports impregnats en sals de plata. El problema va ser l'alta volatilitat de les imatges, ja que desapareixien en molt poc temps i no era probable la seva conservació.
Un dia, decideix provar de fer servir betum de Judea, una substància que és fotosensible, en lloc del nitrat de plata. Gràcies a això obté la que actualment coneixem com la primera fotografia. A partir d'aquí sorgeixen dues rames del procés fotogràfic:
- Processos argèntics: basats en la utilització de la plata com a element fotosensible.

- Processos no argèntics: basats en la utilització d'altres elements que no siguin plata, com per exemple el ferro, el crom o el zinc.